# 蔡仁團柱
蔡仁團柱（藏語：ཚེ་རིང་དོན་གྲུབ་，威利转写：tshe ring don grub，THL：Tséring Döndrup，1903年—？年），後藏東噶人，曾任制憲國民大會代表，行憲後第一屆立法委員。

## 經歷
- 畢業於山西無線電學校[1]
- 班禪堪布會議廳秘書
- 後藏政府昂囊
- 加入中國國民黨（黨證號：特字51415）[1]
- 民國三十五年（1946年）10月25日，公布為制憲國民大會代表
- 民國三十六年（1947年）3月，被聘為憲政實施促進委員會考察委員
- 民國卅七年（1948年），於班禪堪布會議廳中得次多票805票當選暫時旅居內地西藏人員選出之立法委員[1]，曾出席第一屆立法院第一會期外交委員會、國防委員會、邊政委員會
- 班禪行轅交際處副處長[2]